# Bernardino Martín Mínguez
Bernardino Martín Mínguez (1849-?) fue un archivero, arqueólogo, bibliotecario, escritor, historiador, filólogo, periodista y jesuita español.

## Biografía
Nacido en 1849 en la localidad palentina de Carrión de los Condes y cronista de la provincia de Palencia, fue un prolífico autor que escribió numerosos trabajos de arqueología, crítica artística e histórica, entre ellos Los Celtas: estudio histórico-geográfico (1887), sobre los pueblos celtas; San Antolín de Palencia: disquisición de historia eclesiástica (1894); Defensa del General Weyler: cuestión palpitante y transcendental (1897, 2.ª ed), sobre el general Valeriano Weyler; Salpicaduras histórico literarias: los Condes de Castilla y los Infantes de Lara (1914) o De la Cantabria (1914). Perteneciente a la Compañía de Jesús, feroz crítico de Marcelino Menéndez Pelayo y relacionado con el «catolicismo más intransigente», fue colaborador de publicaciones periódicas como El Globo, La Ilustración Española y Americana, La Correspondencia de España o El Día, entre otras. En 1888 dirigió el llamado El Criticón, revista política, científica y literaria; y en 1893 la denominada Sin Título.